# Tapiena pardalis
Tapiena pardalis är en insektsart som först beskrevs av Walker, F. 1869.  Tapiena pardalis ingår i släktet Tapiena och familjen vårtbitare. Inga underarter finns listade i Catalogue of Life.